# Charles Sturt Adelaide International
Il Charles Sturt Adelaide International è stato un torneo professionistico maschile di tennis giocato su campi in cemento. Faceva parte dell'ATP Challenger Tour. Si sono giocate le due sole edizioni del 2013 e 2014 a Adelaide, in Australia.

## Albo d'oro

### Singolare
| Anno | Campione       | Finalista   | Punteggio   |
| ---- | -------------- | ----------- | ----------- |
| 2014 | Bradley Klahn  | Tatsuma Itō | 6–3, 7–6(9) |
| 2013 | Matthew Barton | James Ward  | 6–2, 6–3    |

### Doppio
| Anno | Campioni                       | Finalisti                         | Punteggio |
| ---- | ------------------------------ | --------------------------------- | --------- |
| 2014 | Marcus Daniell Jarmere Jenkins | Dane Propoggia Jose Rubin Statham | 6–4, 6–4  |
| 2013 | Samuel Groth Matt Reid         | James Duckworth Greg Jones        | 6–2, 6–4  |